# Cordillera Huaguruncho
Die Cordillera Huaguruncho ist ein Gebirgszug in der peruanischen Zentralkordillere der Anden. Das Gebirge ist in geringem Maße vergletschert.

## Lage
Die Cordillera Huaguruncho befindet sich 35 km östlich der Stadt Cerro de Pasco in den Regionen Pasco und Huánuco in Zentral-Peru. Der Gebirgszug verläuft über eine Strecke von etwa 40 km in westnordwestlicher Richtung. Er trennt die vorandine Zone der Provinz Oxapampa vom Andenhochland. Der Río Huachón, linker Nebenfluss des Río Paucartambo, entwässert die Südflanke nach Osten. Der Río Pozuzo mit seinen Quellflüssen entwässert die Nordostflanke, der Río Huallaga den Westen des Gebirges. In der Cordillera Huaguruncho gibt es zahlreiche Bergseen.

## Berge und Gipfel
Im Folgenden eine Liste von Bergen und Gipfeln in der Cordillera Huaguruncho:
| Name (hispanisiert) | Name (Quechua) | Höhe in m |                            | Distrikte           |
| ------------------- | -------------- | --------- | -------------------------- | ------------------- |
| Nevado Huaguruncho  | Waqurunchu     | 5723      | -10.531111 -75.931667 5723 | Huachón, Ticlacayán |
| Ñawsacocha          | Ñawsaqucha     | 5152      | -10.48311 -75.94005 5152   | Ticlacayán          |
| Yanacocha           | Yanaqucha      | 5138      | -10.565833 -75.941667 5138 | Huachón             |
| Añilcocha           | Añilqucha      | 5073      | -10.51062 -75.8866 5073    | Huachón             |
| Huaguruncho Norte   |                | 5035      | -10.48988 -75.98554 5035   | Ticlacayán          |
| Quiulacocha         | Qiwilaqucha    | 5012      | -10.50794 -76.00828 5012   | Ticlacayán          |
| Huamanripayoc       |                | 4960      | -10.44255 -76.03151 4960   | Panao, San Rafael   |
| Altos Machay        | Altus Mach'ay  | 4910      | -10.5337 -75.87175 4910    | Huachón             |
| Hualgashjanca       | Wallqashhanka  | 4901      | -10.5687 -75.85227 4901    | Huachón             |